# Gran Premi d'Espanya de motociclisme
El Gran Premi d'Espanya de motociclisme és un esdeveniment esportiu que es disputa anualment al Circuit de Jerez (després d'haver-se celebrat durant anys als de Montjuïc i Jarama), dins del calendari del Campionat del món de motociclisme.
La primera edició d'aquest Gran Premi es feu el 1950 al Circuit de Montjuïc, com a continuació del "Gran Premi Internacional de Barcelona" que s'hi venia celebrant d'ençà de 1933, tot i que aquell primer any no puntuà per al Campionat del Món. A partir de 1951 començà a fer-ho, romanent en aquest circuit urbà barceloní fins al 1968 de forma ininterrompuda. D'ençà de 1969 passà a alternar-se amb el del Jarama bianualment fins al 1976, any en què es disputà per darrer cop a Monjtuïc. A partir d'aleshores la seu invariable fou el Circuit del Jarama, fins que ja el 1987 se celebrà per primer cop al de Jerez i a partir de 1989 s'hi traslladà definitivament.
A 28 d'abril de 2025

## Noms oficials i patrocinadors
- 1950–1951, 1954–1955, 1972–1981, 1985–1986, 1990–1991, 1994: Gran Premio de España (sense patrocinador oficial)[1]
- 1982: Gran Premio Banco Atlántico[2]
- 1983: Marlboro Gran Premio de España de Motociclismo
- 1984, 1987: Marlboro Gran Premio de España[3]
- 1988: Gran Premio Marlboro de España
- 1989: Marlboro Gran Premio de España de Motociclismo[4]
- 1992: Gran Premio Ducados de España
- 1993: Gran Premio de España Ducados
- 1995: Gran Premio de España MX Onda
- 1996–1997: Gran Premio Lucky Strike de España[5]
- 1998–2005: Gran Premio Marlboro de España[6]
- 2006: Gran Premio betandwin.com de España[7]
- 2007–2009: Gran Premio bwin.com de España[8]
- 2010–2015: Gran Premio bwin de España[9]
- 2016–2022: Gran Premio Red Bull de España[10]
- 2023: Gran Premio MotoGP Guru by Gryfyn de España[11]
- 2024: Gran Premio Estrella Galicia 0,0 de España
- 2025: Estrella Galicia 0,0 Grand Prix of Spain

## Circuits emprats antigament

Traçat original de Jerez, emprat el 1987, 1989–1991
Jarama, emprat el 1969, 1971, 1973, 1975, 1977–1986, 1988
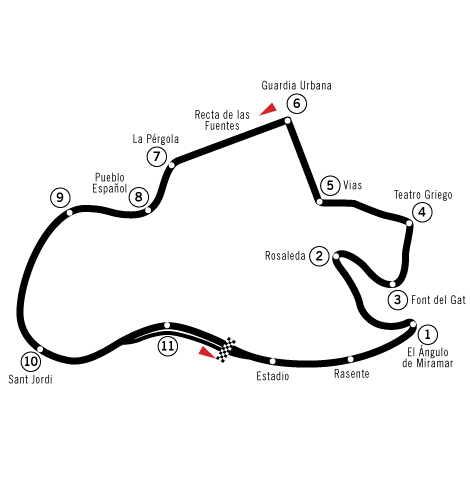
Montjuïc, emprat el 1951–1955, 1961–1968, 1970, 1972, 1974, 1976

## Guanyadors múltiples

### Pilots
| # Victòries | Pilot                | Victòries | Victòries                                |
| # Victòries | Pilot                | Categoria | Anys                                     |
| ----------- | -------------------- | --------- | ---------------------------------------- |
| 11          | Ángel Nieto          | 125cc     | 1970, 1971, 1979, 1981, 1982, 1983, 1984 |
| 11          | Ángel Nieto          | 50cc      | 1972, 1975, 1976, 1977                   |
| 9           | Valentino Rossi      | MotoGP    | 2002, 2003, 2005, 2007, 2009, 2016       |
| 9           | Valentino Rossi      | 500cc     | 2001                                     |
| 9           | Valentino Rossi      | 250cc     | 1999                                     |
| 9           | Valentino Rossi      | 125cc     | 1997                                     |
| 5           | Hans-Georg Anscheidt | 50cc      | 1962, 1963, 1964, 1967, 1968             |
| 5           | Eugenio Lazzarini    | 125cc     | 1978                                     |
| 5           | Eugenio Lazzarini    | 50cc      | 1978, 1979, 1980, 1983                   |
| 5           | Pier Paolo Bianchi   | 125cc     | 1976, 1977, 1980, 1985                   |
| 5           | Pier Paolo Bianchi   | 80cc      | 1984                                     |
| 5           | Jorge Martínez       | 125cc     | 1988, 1990                               |
| 5           | Jorge Martínez       | 80cc      | 1985, 1986, 1987                         |
| 5           | Jorge Lorenzo        | MotoGP    | 2010, 2011, 2015                         |
| 5           | Jorge Lorenzo        | 250cc     | 2006, 2007                               |
| 4           | Luigi Taveri         | 125cc     | 1955, 1963, 1964                         |
| 4           | Luigi Taveri         | 50cc      | 1966                                     |
| 4           | Phil Read            | 500cc     | 1973                                     |
| 4           | Phil Read            | 250cc     | 1965, 1967, 1968                         |
| 4           | Giacomo Agostini     | 500cc     | 1968, 1969                               |
| 4           | Giacomo Agostini     | 350cc     | 1969, 1975                               |
| 4           | Kork Ballington      | 350cc     | 1976, 1979                               |
| 4           | Kork Ballington      | 250cc     | 1979, 1980                               |
| 4           | Mick Doohan          | 500cc     | 1991, 1992, 1994, 1996                   |
| 4           | Àlex Crivillé        | 500cc     | 1997, 1998, 1999                         |
| 4           | Àlex Crivillé        | 125cc     | 1989                                     |
| 4           | Dani Pedrosa         | MotoGP    | 2008, 2013, 2017                         |
| 4           | Dani Pedrosa         | 250cc     | 2005                                     |
| 3           | Tarquinio Provini    | 250cc     | 1963, 1964                               |
| 3           | Tarquinio Provini    | 125cc     | 1954                                     |
| 3           | Kenny Roberts        | 500cc     | 1979, 1980, 1982                         |
| 3           | Carlos Lavado        | 250cc     | 1982, 1985, 1986                         |
| 3           | Wayne Gardner        | 500cc     | 1986, 1987, 1990                         |
| 3           | Kazuto Sakata        | 125cc     | 1993, 1994, 1998                         |
| 3           | Ralf Waldmann        | 250cc     | 1997, 2000                               |
| 3           | Ralf Waldmann        | 125cc     | 1992                                     |
| 3           | Marc Márquez         | MotoGP    | 2014, 2018, 2019                         |
| 3           | Francesco Bagnaia    | MotoGP    | 2022, 2023, 2024                         |
| 2           | Fergus Anderson      | 500cc     | 1953                                     |
| 2           | Fergus Anderson      | 350cc     | 1954                                     |
| 2           | Hugh Anderson        | 125cc     | 1965                                     |
| 2           | Hugh Anderson        | 50cc      | 1965                                     |
| 2           | Bill Ivy             | 125cc     | 1966, 1967                               |
| 2           | Salvador Cañellas    | 125cc     | 1968                                     |
| 2           | Salvador Cañellas    | 50cc      | 1970                                     |
| 2           | Angelo Bergamonti    | 500cc     | 1970                                     |
| 2           | Angelo Bergamonti    | 350cc     | 1970                                     |
| 2           | Kent Andersson       | 250cc     | 1970                                     |
| 2           | Kent Andersson       | 125cc     | 1972                                     |
| 2           | Chas Mortimer        | 500cc     | 1972                                     |
| 2           | Chas Mortimer        | 125cc     | 1973                                     |
| 2           | Jan de Vries         | 50cc      | 1971, 1973                               |
| 2           | John Dodds           | 250cc     | 1973, 1974                               |
| 2           | Freddie Spencer      | 500cc     | 1983, 1985                               |
| 2           | Fausto Gresini       | 125cc     | 1986, 1987                               |
| 2           | Stefan Dörflinger    | 80cc      | 1982, 1988                               |
| 2           | Sito Pons            | 250cc     | 1984, 1988                               |
| 2           | Eddie Lawson         | 500cc     | 1984, 1989                               |
| 2           | Tetsuya Harada       | 250cc     | 1993, 1995                               |
| 2           | Haruchika Aoki       | 125cc     | 1995, 1996                               |
| 2           | Masao Azuma          | 125cc     | 1999, 2001                               |
| 2           | Lucio Cecchinello    | 125cc     | 2002, 2003                               |
| 2           | Marco Simoncelli     | 125cc     | 2004, 2005                               |
| 2           | Loris Capirossi      | MotoGP    | 2006                                     |
| 2           | Loris Capirossi      | 250cc     | 1998                                     |
| 2           | Toni Elías           | Moto2     | 2010                                     |
| 2           | Toni Elías           | 250cc     | 2003                                     |
| 2           | Pol Espargaró        | Moto2     | 2012                                     |
| 2           | Pol Espargaró        | 125cc     | 2010                                     |
| 2           | Mika Kallio          | Moto2     | 2014                                     |
| 2           | Mika Kallio          | 250cc     | 2008                                     |
| 2           | Romano Fenati        | Moto3     | 2012, 2014                               |
| 2           | Lorenzo Baldassarri  | Moto2     | 2018, 2019                               |
| 2           | Sam Lowes            | Moto2     | 2016, 2023                               |
| 2           | Àlex Márquez         | MotoGP    | 2025                                     |
| 2           | Àlex Márquez         | Moto2     | 2017                                     |

### Constructors
| # Victòries | Constructor     | Victòries | Victòries                                                                                      |
| # Victòries | Constructor     | Categoria | Anys                                                                                           |
| ----------- | --------------- | --------- | ---------------------------------------------------------------------------------------------- |
| 50          | Honda           | MotoGP    | 2002, 2003, 2004, 2008, 2012, 2013, 2014, 2017, 2018, 2019                                     |
| 50          | Honda           | 500cc     | 1983, 1985, 1986, 1987, 1989, 1990, 1991, 1992, 1994, 1995, 1996, 1997, 1998, 1999, 2001       |
| 50          | Honda           | Moto3     | 2015, 2017, 2019                                                                               |
| 50          | Honda           | 250cc     | 1962, 1966, 1988, 1991, 1997, 2001, 2004, 2005, 2009                                           |
| 50          | Honda           | 125cc     | 1961, 1962, 1963, 1964, 1991, 1992, 1993, 1995, 1996, 1999, 2000, 2001                         |
| 50          | Honda           | 50cc      | 1966                                                                                           |
| 41          | Yamaha          | MotoGP    | 2005, 2007, 2009, 2010, 2011, 2015, 2016, 2020                                                 |
| 41          | Yamaha          | 500cc     | 1972, 1979, 1980, 1982, 1984, 1988                                                             |
| 41          | Yamaha          | 350cc     | 1971, 1972, 1973, 1974, 1975, 1976, 1977                                                       |
| 41          | Yamaha          | 250cc     | 1965, 1967, 1968, 1970, 1971, 1973, 1974, 1977, 1982, 1985, 1986, 1987, 1989, 1990, 1993, 1995 |
| 41          | Yamaha          | 125cc     | 1966, 1967, 1972, 1973                                                                         |
| 22          | Aprilia         | 250cc     | 1992, 1994, 1996, 1998, 1999, 2000, 2002, 2003, 2006, 2007                                     |
| 22          | Aprilia         | 125cc     | 1994, 1997, 1998, 2002, 2003, 2004, 2005, 2006, 2007, 2008, 2009, 2011                         |
| 13          | Kalex           | Moto2     | 2012, 2013, 2014, 2015, 2016, 2017, 2018, 2019, 2020, 2021, 2022, 2023, 2025                   |
| 11          | MV Agusta       | 500cc     | 1952, 1954, 1968, 1969, 1970, 1973                                                             |
| 11          | MV Agusta       | 350cc     | 1969, 1970                                                                                     |
| 11          | MV Agusta       | 250cc     | 1961                                                                                           |
| 11          | MV Agusta       | 125cc     | 1953, 1955                                                                                     |
| 10          | Kreidler        | 50cc      | 1962, 1963, 1964, 1969, 1971, 1973, 1975, 1978, 1979, 1982                                     |
| 10          | Derbi           | 125cc     | 1970, 1971, 1974, 1988, 2010                                                                   |
| 10          | Derbi           | 80cc      | 1985, 1986, 1987                                                                               |
| 10          | Derbi           | 50cc      | 1970, 1972                                                                                     |
| 9           | KTM             | Moto3     | 2013, 2014, 2016, 2018, 2020, 2021, 2023, 2025                                                 |
| 9           | KTM             | 250cc     | 2008                                                                                           |
| 8           | Suzuki          | 500cc     | 1978, 1993, 2000                                                                               |
| 8           | Suzuki          | 125cc     | 1965, 1969                                                                                     |
| 8           | Suzuki          | 50cc      | 1965, 1967, 1968                                                                               |
| 7           | Kawasaki        | 500cc     | 1971                                                                                           |
| 7           | Kawasaki        | 350cc     | 1979                                                                                           |
| 7           | Kawasaki        | 250cc     | 1978, 1979, 1980, 1981, 1983                                                                   |
| 6           | Morbidelli      | 125cc     | 1975, 1976, 1977, 1978, 1980, 1986                                                             |
| 6           | Garelli         | 125cc     | 1982, 1983, 1984, 1986, 1987                                                                   |
| 6           | Garelli         | 50cc      | 1983                                                                                           |
| 6           | Ducati          | MotoGP    | 2006, 2021, 2022, 2023, 2024, 2025                                                             |
| 4           | Bultaco         | 125cc     | 1968                                                                                           |
| 4           | Bultaco         | 50cc      | 1976, 1977, 1981                                                                               |
| 3           | Moto Guzzi      | 500cc     | 1953                                                                                           |
| 3           | Moto Guzzi      | 350cc     | 1954                                                                                           |
| 3           | Moto Guzzi      | 250cc     | 1953                                                                                           |
| 3           | JJ Cobas        | 250cc     | 1984                                                                                           |
| 3           | JJ Cobas        | 125cc     | 1989, 1990                                                                                     |
| 2           | Mondial         | 125cc     | 1951, 1954                                                                                     |
| 2           | Gilera          | 500cc     | 1951, 1955                                                                                     |
| 2           | Morini          | 250cc     | 1963                                                                                           |
| 2           | Morini          | 125cc     | 1952                                                                                           |
| 2           | Harley-Davidson | 250cc     | 1975, 1976                                                                                     |
| 2           | Minarelli       | 125cc     | 1979, 1981                                                                                     |
| 2           | Krauser         | 80cc      | 1988, 1989                                                                                     |

## Guanyadors per any

### De 1990 a l'actualitat
| Any  | Circuit       | Moto3           | Moto2             | MotoGP  | Detalls |      |       |                    |                 |              |         |
| ---- | ------------- | --------------- | ----------------- | ------- | ------- | ---- | ----- | ------------------ | --------------- | ------------ | ------- |
| Any  | Circuit       | Moto3           | Moto2             | MotoGP  | Detalls | 2025 | Jerez | José Antonio Rueda | Manuel González | Àlex Márquez | Detalls |
| 2024 | Collin Veijer | Fermín Aldeguer | Francesco Bagnaia | Detalls |         |      | Jerez |                    |                 |              |         |
| 2023 | Iván Ortolá   | Sam Lowes       | Francesco Bagnaia | Detalls |         |      | Jerez |                    |                 |              |         |

| Any  | Circuit | MotoE              | MotoE        | Moto3         | Moto2                 | MotoGP            | Detalls |
| Any  | Circuit | Cursa 1            | Cursa 2      | Moto3         | Moto2                 | MotoGP            | Detalls |
| ---- | ------- | ------------------ | ------------ | ------------- | --------------------- | ----------------- | ------- |
| 2022 | Jerez   | Eric Granado       | Eric Granado | Izan Guevara  | Ai Ogura              | Francesco Bagnaia | Detalls |
| 2021 | Jerez   | Alessandro Zaccone | -            | Pedro Acosta  | Fabio Di Giannantonio | Jack Miller       | Detalls |
| 2020 | Jerez   | Eric Granado       | -            | Albert Arenas | Luca Marini           | Fabio Quartararo  | Detalls |

| Any  | Circuit | Moto3             | Moto2                | MotoGP             | Detalls |
| ---- | ------- | ----------------- | -------------------- | ------------------ | ------- |
| 2019 | Jerez   | Niccolò Antonelli | Lorenzo Baldassarri  | Marc Márquez       | Detalls |
| 2018 | Jerez   | Philipp Öttl      | Lorenzo Baldassarri  | Marc Márquez       | Detalls |
| 2017 | Jerez   | Arón Canet        | Àlex Márquez         | Dani Pedrosa       | Detalls |
| 2016 | Jerez   | Brad Binder       | Sam Lowes            | Valentino Rossi    | Detalls |
| 2015 | Jerez   | Danny Kent        | Jonas Folger         | Jorge Lorenzo      | Detalls |
| 2014 | Jerez   | Romano Fenati     | Mika Kallio          | Marc Márquez       | Detalls |
| 2013 | Jerez   | Maverick Viñales  | Esteve Rabat         | Dani Pedrosa       | Detalls |
| 2012 | Jerez   | Romano Fenati     | Pol Espargaró        | Casey Stoner       | Detalls |
|      |         | 125cc             | Moto2                | MotoGP             |         |
| 2011 | Jerez   | Nico Terol        | Andrea Iannone       | Jorge Lorenzo      | Detalls |
| 2010 | Jerez   | Pol Espargaró     | Toni Elías           | Jorge Lorenzo      | Detalls |
|      |         | 125cc             | 250cc                | MotoGP             |         |
| 2009 | Jerez   | Bradley Smith     | Hiroshi Aoyama       | Valentino Rossi    | Detalls |
| 2008 | Jerez   | Simone Corsi      | Mika Kallio          | Dani Pedrosa       | Detalls |
| 2007 | Jerez   | Gábor Talmácsi    | Jorge Lorenzo        | Valentino Rossi    | Detalls |
| 2006 | Jerez   | Alvaro Bautista   | Jorge Lorenzo        | Loris Capirossi    | Detalls |
| 2005 | Jerez   | Marco Simoncelli  | Dani Pedrosa         | Valentino Rossi    | Detalls |
| 2004 | Jerez   | Marco Simoncelli  | Roberto Rolfo        | Sete Gibernau      | Detalls |
| 2003 | Jerez   | Lucio Cecchinello | Toni Elías           | Valentino Rossi    | Detalls |
| 2002 | Jerez   | Lucio Cecchinello | Fonsi Nieto          | Valentino Rossi    | Detalls |
|      |         | 125cc             | 250cc                | 500cc              |         |
| 2001 | Jerez   | Masao Azuma       | Daijiro Kato         | Valentino Rossi    | Detalls |
| 2000 | Jerez   | Emili Alzamora    | Ralf Waldmann        | Kenny Roberts, Jr. | Detalls |
| 1999 | Jerez   | Masao Azuma       | Valentino Rossi      | Àlex Crivillé      | Detalls |
| 1998 | Jerez   | Kazuto Sakata     | Loris Capirossi      | Àlex Crivillé      | Detalls |
| 1997 | Jerez   | Valentino Rossi   | Ralf Waldmann        | Àlex Crivillé      | Detalls |
| 1996 | Jerez   | Haruchika Aoki    | Max Biaggi           | Mick Doohan        | Detalls |
| 1995 | Jerez   | Haruchika Aoki    | Tetsuya Harada       | Albert Puig        | Detalls |
| 1994 | Jerez   | Kazuto Sakata     | Jean-Philippe Ruggia | Mick Doohan        | Detalls |
| 1993 | Jerez   | Kazuto Sakata     | Tetsuya Harada       | Kevin Schwantz     | Detalls |
| 1992 | Jerez   | Ralf Waldmann     | Loris Reggiani       | Mick Doohan        | Detalls |
| 1991 | Jerez   | Noboru Ueda       | Helmut Bradl         | Mick Doohan        | Detalls |
| 1990 | Jerez   | Jorge Martínez    | John Kocinski        | Wayne Gardner      | Detalls |

### De 1980 a 1989
| Any  | Circuit | 80cc               | 125cc              | 250cc           | 500cc           | Detalls |
| ---- | ------- | ------------------ | ------------------ | --------------- | --------------- | ------- |
| 1989 | Jerez   | Herri Torrontegui  | Àlex Crivillé      | Luca Cadalora   | Eddie Lawson    | Detalls |
| 1988 | Jarama  | Stefan Dörflinger  | Jorge Martínez     | Sito Pons       | Kevin Magee     | Detalls |
| 1987 | Jerez   | Jorge Martínez     | Fausto Gresini     | Martin Wimmer   | Wayne Gardner   | Detalls |
| 1986 | Jarama  | Jorge Martínez     | Fausto Gresini     | Carlos Lavado   | Wayne Gardner   | Detalls |
| 1985 | Jarama  | Jorge Martínez     | Pier Paolo Bianchi | Carlos Lavado   | Freddie Spencer | Detalls |
| 1984 | Jarama  | Pier Paolo Bianchi | Ángel Nieto        | Sito Pons       | Eddie Lawson    | Detalls |
|      |         | 50cc               | 125cc              | 250cc           | 500cc           |         |
| 1983 | Jarama  | Eugenio Lazzarini  | Ángel Nieto        | Hervé Guilleux  | Freddie Spencer | Detalls |
| 1982 | Jarama  | Stefan Dörflinger  | Ángel Nieto        | Carlos Lavado   | Kenny Roberts   | Detalls |
| 1981 | Jarama  | Ricardo Tormo      | Angel Nieto        | Anton Mang      |                 | Detalls |
| 1980 | Jarama  | Eugenio Lazzarini  | Pier Paolo Bianchi | Kork Ballington | Kenny Roberts   | Detalls |

### De 1950 a 1979
| Any  | Circuit  | 50cc                 | 125cc              | 250cc             | 350cc             | 500cc             | Detalls |
| ---- | -------- | -------------------- | ------------------ | ----------------- | ----------------- | ----------------- | ------- |
| 1979 | Jarama   | Eugenio Lazzarini    | Angel Nieto        | Kork Ballington   | Kork Ballington   | Kenny Roberts     | Detalls |
| 1978 | Jarama   | Eugenio Lazzarini    | Eugenio Lazzarini  | Gregg Hansford    |                   | Pat Hennen        | Detalls |
| 1977 | Jarama   | Angel Nieto          | Pier Paolo Bianchi | Takazumi Katayama | Michel Rougerie   |                   | Detalls |
| 1976 | Montjuïc | Angel Nieto          | Pier Paolo Bianchi | Gianfranco Bonera | Kork Ballington   |                   | Detalls |
| 1975 | Jarama   | Angel Nieto          | Paolo Pileri       | Walter Villa      | Giacomo Agostini  |                   | Detalls |
| 1974 | Montjuïc | Henk van Kessel      | Benjamí Grau       | John Dodds        | Víctor Palomo     |                   | Detalls |
| 1973 | Jarama   | Jan de Vries         | Chas Mortimer      | John Dodds        | Adu Celso-Santos  | Phil Read         | Detalls |
| 1972 | Montjuïc | Angel Nieto          | Kent Andersson     | Renzo Pasolini    | Bruno Kneubühler  | Chas Mortimer     | Detalls |
| 1971 | Jarama   | Jan de Vries         | Angel Nieto        | Jarno Saarinen    | Teuvo Länsivuori  | Dave Simmonds     | Detalls |
| 1970 | Montjuïc | Salvador Cañellas    | Angel Nieto        | Kent Andersson    | Angelo Bergamonti | Angelo Bergamonti | Detalls |
| 1969 | Jarama   | Aalt Toersen         | Cees van Dongen    | Santiago Herrero  | Giacomo Agostini  | Giacomo Agostini  | Detalls |
| 1968 | Montjuïc | Hans-Georg Anscheidt | Salvador Cañellas  | Phil Read         |                   | Giacomo Agostini  | Detalls |

| Any  | Circuit  | 50cc                 | 125cc               | 250cc             | Detalls |
| ---- | -------- | -------------------- | ------------------- | ----------------- | ------- |
| 1967 | Montjuïc | Hans-Georg Anscheidt | Bill Ivy            | Phil Read         | Detalls |
| 1966 | Montjuïc | Luigi Taveri         | Bill Ivy            | Mike Hailwood     | Detalls |
| 1965 | Montjuïc | Hugh Anderson        | Hugh Anderson       | Phil Read         | Detalls |
| 1964 | Montjuïc | Hans-Georg Anscheidt | Luigi Taveri        | Tarquinio Provini | Detalls |
| 1963 | Montjuïc | Hans-Georg Anscheidt | Luigi Taveri        | Tarquinio Provini | Detalls |
| 1962 | Montjuïc | Hans-Georg Anscheidt | Kunimitsu Takahashi | Jim Redman        | Detalls |

| Any  | Circuit  | 125cc                                                                                              | 250cc                                                                                              | 350cc                                                                                              | 500cc                                                                                              | Detalls                                                                                            |
| ---- | -------- | -------------------------------------------------------------------------------------------------- | -------------------------------------------------------------------------------------------------- | -------------------------------------------------------------------------------------------------- | -------------------------------------------------------------------------------------------------- | -------------------------------------------------------------------------------------------------- |
| 1961 | Montjuïc | Tom Phillis                                                                                        | Gary Hocking                                                                                       | | | Detalls                                                                                            |
| 1960 | Montjuïc | Luigi Taveri                                                                                       | | | Jim Redman                                                                                         | Detalls                                                                                            |
| 1959 | Montjuïc | Juan Elizalde                                                                                      | | Ricard Fargas                                                                                      | Peter Ferbrache                                                                                    | Detalls                                                                                            |
| 1958 | Montjuïc | Carlo Ubbiali                                                                                      | Carlo Ubbiali                                                                                      | | John Surtees                                                                                       | Detalls                                                                                            |
| 1957 | Montjuïc | Carlo Ubbiali                                                                                      | | | John Surtees                                                                                       | Detalls                                                                                            |
| 1956 | Montjuïc | El Gran Premi de 1956 fou cancel·lat després que la FIM decidís de no programar la cursa de 500cc. | El Gran Premi de 1956 fou cancel·lat després que la FIM decidís de no programar la cursa de 500cc. | El Gran Premi de 1956 fou cancel·lat després que la FIM decidís de no programar la cursa de 500cc. | El Gran Premi de 1956 fou cancel·lat després que la FIM decidís de no programar la cursa de 500cc. | El Gran Premi de 1956 fou cancel·lat després que la FIM decidís de no programar la cursa de 500cc. |
| 1955 | Montjuïc | Luigi Taveri                                                                                       | | | Reg Armstrong                                                                                      | Detalls                                                                                            |
| 1954 | Montjuïc | Tarquinio Provini                                                                                  | | Fergus Anderson                                                                                    | Dickie Dale                                                                                        | Detalls                                                                                            |
| 1953 | Montjuïc | Angelo Copeta                                                                                      | Enrico Lorenzetti                                                                                  | | Fergus Anderson                                                                                    | Detalls                                                                                            |
| 1952 | Montjuïc | Emilio Mendogni                                                                                    | | | Leslie Graham                                                                                      | Detalls                                                                                            |
| 1951 | Montjuïc | Guido Leoni                                                                                        | | Tommy Wood                                                                                         | Umberto Masetti                                                                                    | Detalls                                                                                            |
| 1950 | Montjuïc | Nello Pagani                                                                                       | | Tommy Wood                                                                                         | Nello Pagani                                                                                       | Detalls                                                                                            |